# Я женился на ведьме
«Я женился на ведьме» (англ. I Married a Witch) — американская мистико-романтическая комедия 1942 года, снятая Рене Клером по роману Торна Смита и Нормана Матсона «Влюбившаяся ведьма», опубликованному в 1941 году.

## Сюжет
Пролог. 1670-е годы. Инквизиторский суд под председательством пуританского священника Джонатана Вули приговорил к сожжению на костре колдуна Дэниэла и его дочь-ведьму Дженнифер. Объявлено о погребении их праха под деревом, чтобы заточить там их злые души. После исполнения приговора Вули в ужасе признаётся, что ему явилась ведьма Дженнифер во всей своей обольстительной красоте и наслала проклятие на него и его потомков мужского рода, что они все будут несчастливы в браке, и это будет продолжаться, пока один из них…
Проходят столетия. Мелькают разнообразные сцены с потомками Вули, наглядно демонстрирующими качественно работающее проклятие ведьмы. 1770-й год, некий Вули с подругой сидят под деревом, он рассказывает ей о захороненном здесь прахе колдунов, а затем делает ей предложение. Ветки дерева слегка колышутся, слышен довольный женский смех… 1861-й, семейная сцена в резиденции очередного Вули в присутствии большого количества гостей… 1904-й год, Вули со своей новой супругой выясняют отношения по дороге в автомобиле…
Наконец, настоящее время, 1942-й год. Резиденция Уоллеса Вули (его играет тот же актёр, что и давешнего инквизитора и последующих потомков, что указывает на их родственную и духовную связь). Вули баллотируется в губернаторы и собирается жениться на Эстель  — стервозной и избалованной дочери своего влиятельного покровителя Мастерсона (его невесту играет та же актриса, что и жён его предков). Отношения между женихом и невестой складываются в полном соответствии с заклятием и не предвещают на будущее никаких оптимистичных прогнозов. Вули перед собравшимися в доме гостями произносит предвыборную речь. Снаружи гроза, периодически гаснет свет.
Очередная молния расщепляет дерево, и оттуда вылетают два дымка  — Дэниэл и Дженнифер. Они влетают в дом и прячутся в пустых бутылках из-под спиртного. Причем бутылка Дэниэла оказывается не совсем пустой, что вскоре сказывается на его состоянии. Дженнифер уговаривает отца дать ей тело, чтобы она могла помучить ненавистного Вули. Согласно установленным правилам для осуществления колдовства по обретению тела нужно непременно устроить пожар, и для этого они выбирают здание крупного отеля. При этом они убивают двух зайцев: Дженнифер обретает себе тело, а проезжавший мимо и застрявший в пробке Вули спасает её из огня. Находясь вдвоём с Вули в горящем здании, она ведёт себя весьма легкомысленно и с интересом примеряет наряды, так как ей нужна какая-нибудь одежда. Из больницы она прилетает на метле в дом Вули. В доме развешаны портреты его предков, которые падают со стены от её взгляда.
Дженнифер пытается соблазнить Вули без применения своих магических способностей, но ей не удаётся уговорить его отложить женитьбу. Вули вместе с невестой и будущим тестем уезжает на студию радиовещания, а Дженнифер с отцом-колдуном, представшим в образе огня в камине, варит в котле любовное зелье, которым предстоит напоить Вули. Дэниэл тоже хочет обрести тело, Дженнифер уговаривает его не сжигать этот дом, и он улетает; Вули возвращается и сообщает, что выступление по радио не состоялось — передача отменена из-за неожиданного возгорания на студии.
Вули пытается выгнать Дженнифер, а она  — напоить его приготовленным зельем. Но планы колдунов рушатся: в самый ответственный момент она неудачно взглянула вверх  — и на неё обрушился портрет одного из предков Вули. Вули, пытаясь привести её в чувство, поит её предназначавшимся для него напитком.
Вули уезжает на процедуру бракосочетания. Появляется Дэниэл в новом телесном обличии. Дженнифер в ужасе признаётся, что выпила зелье, и просит помочь обрести любимого. Дэниэл в ярости, ненавидит всех Вули, а заклятие действует на их род до тех пор, пока один из Вули не женится на ведьме. Колдуны прибывают в церковь и расстраивают процедуру бракосочетания, устров сильнейший сквозняк. Однако у Дэниэла свои планы — пытается инсценировать собственное убийство, чтобы впоследствии Вули сожгли на электрическом стуле, как предок Вули сжёг Дэниэла на костре. Лежащий пистолет стреляет сам собой, дух Дэниэла вылетает из простреленного тела и тут же ныряет в рядом стоящую бутылку. Однако с ним происходит фиаско: налакавшись, он спьяну попадает обратно в покинутое тело через пулевое отверстие. Дэниэл безуспешно пытается превратить Вули в лягушку и, оступившись, выпадает окно. Появившихся рядом полицейских он пытается превратить в крыс, отчего они приходят в ярость и увозят неспособного к колдовству Дэниэла. Тем временем, Эстель, потерявшая терпение, поднимается наверх, обнаруживает жениха в объятиях Дженнифер, свадьба окончательно расстраивается, её разъярённый папаша обещает скомпрометировать кандидатуру Вули во всех своих газетах.
Вули признаётся, что любит Дженнифер, и они покидают город на машине, тем более, что ему здесь больше ловить нечего. По дороге в тумане она предлагает остановиться и заночевать  — непонятно где. Но туман рассеивается, обнаруживается гостиница, гостеприимная хозяйка говорит, что у неё есть свободная комната, но только одна. Заодно оказывается, что её муж судья, который тут же регистрирует брак Вули и Дженнифер.
Дженнифер признаётся, что она ведьма, но Вули это мало беспокоит. Тогда она обещает устроить ему победу на выборах, к чему он относится весьма скептически.
На следующий день выборы, в городе происходит всеобщая истерия  — и Вули выбран единогласно. Даже его соперник проголосовал за него.
Протрезвевший Дэниэл убегает из тюрьмы, лишает свою дочь колдовских способностей и обещает ровно в полночь заточить её обратно под то же дерево. Дженнифер в панике бежит к Вули, прерывает его победную речь и умоляет увезти куда-нибудь. Они пытаются бежать, но водителем такси оказывается Дэниэл, который поднимает машину в воздух и прилетает на ней как раз к этому дереву. Ровно в полночь душа Дженнифер отлетает, оставляя на руках Вули безжизненное тело. Вули относит тело в дом. Дженнифер предлагает отцу полететь посмотреть на страдания Вули, что вызывает радость у её отца, отметившего, что теперь его дочь стала настоящей ведьмой. Дух Дэниэла ныряет в одну из стоящих бутылок, а дух Дженнифер  — в её тело. Дэниэл поёт свою любимую песню со словами -«Я сегодня весел, а завтра снова буду трезв», на что воскресшая Дженнифер восклицает: «Ну уж нет!»  — и затыкает бутылку пробкой.
Эпилог. Действие в их доме через несколько лет. У них царит идиллия, в семье несколько детей. Гувернантка жалуется, что младшая дочка опять катается на метле. Дженнифер в ужасе  — боится наследственных рецидивов. При этом слышно злорадное хихиканье  — и показана стоящая в нише за семью замками бутылка с Дэниэлом.

## В ролях
- Фредрик Марч  — Джонатан Вули, Уоллес Вули, а также промежуточные потомки — Натаниэл и Самуэл
- Вероника Лейк  — Дженнифер
- Сесил Келлауэй  — Дэниэл
- Сьюзен Хэйворд  — Эстель Мастерсон, а также жены предыдущих Вули
- Роберт Бенчли  — доктор Дудли Вайт, приятель Вули
- Элизабет Паттерсон  — Маргарита, прислуга Вули
- Роберт Уорик — Мастерсон, отец Эстель
- Билли Блэтчер — свадебный фотограф (в титрах не указан)

## Съёмки
Фильм «Я женился на ведьме» создан на киностудии Paramount Pictures. Первоначальное название, под которым шли съёмки, было «Он женился на ведьме». Режиссёр фильма Рене Клер искал новый проект после своего первого американского фильма «Нью-орлеанский огонёк», и его агент предложил ему роман «Влюбившаяся ведьма». Клер показал его Престону Стёрджесу, который предложил кандидатуру Вероники Лейк на главную роль.
В написании сценария приняли участие несколько авторов, включая Далтона Трамбо, который оставил работу из-за разногласий со Стёрджесом. Стёрджес, в свою очередь, ушёл из-за художественных несогласий с Рене Клером, и не захотел, чтобы его упоминали среди работавших над сценарием. Клер, также принимавший участие в сценарии, тесно работал с Робертом Пирошем.
Джоэл Маккри первоначально был назначен на главную мужскую роль, но отклонил предложение из-за нежелания работать совместно с Вероникой Лейк, с которой они не поладили на съёмках фильма «Путешествия Сулливана». У Марча с Лейк тоже были проблемы из-за его высказывания перед съёмками в её адрес («безмозглая сексуальная блондинка, неспособная к актёрской работе»), на что Лейк в ответ назвала его «пижоном». Во время съёмок ситуация не улучшилась, так как Лейк устраивала с Марчем розыгрыши типа прикрепления к себе под платьем 18-килограммового утяжелителя перед сценой, когда тот должен был носить её на руках, или нанесению ему многочисленных ударов ногой в пах, когда он, в соответствии со сценарием, держал её в воздухе за талию.
На роль Эстель рассматривалась Патриша Морисон, а на роль Дудли — Уолтер Абель. Также рассматривалась кандидатура Маргарет Хайес, с которой проводили кинопробы.
Съёмки фильма «Я женился на ведьме» начались 15 апреля 1942 года. Это был один из фильмов, проданных компанией Paramount компании United Artists в сентябре из-за избытка работ у первой из них и недостачи  — у второй.
Фильм выпущен на видеокассете 18 июля 1990 года.

## Награды
Фильм «Я женился на ведьме» был выдвинут на соискание «Оскара» за «лучшее музыкальное сопровождение в драмах и комедиях» (работа композитора Роя Вебба).